# جون كودي
جون كودي (بالإنجليزية: John Cody)‏ هو كاهن كاثوليكي أمريكي، ولد في 24 ديسمبر 1907 في سانت لويس في الولايات المتحدة، وتوفي في 25 أبريل 1982 في شيكاغو في الولايات المتحدة بسبب نوبة قلبية.

## وصلات خارجية
- جون كودي على موقع مونزينجر (الألمانية)
- جون كودي على موقع إن إن دي بي (الإنجليزية)